# سیاه‌مرغ زنگاری
سیاه‌مرغ زنگاری (نام علمی: Euphagus carolinus) یک پرنده از سیاه‌پرگان در جهان جدید با اندازه متوسط است که نزدیک به سیاه‌پر است ("سیاهپر زنگاری" نام قدیمی این گونه است). پرنده‌ای است که مناطق جنگلی نمناک را ترجیح می‌دهد، در جنگل‌های شمالی و موسکگ در شمال کانادا زادآوری می‌کند و در زمستان به جنوب شرقی ایالات متحده مهاجرت می‌کند.
سیاه‌مرغ زنگاری که در گذشته فراوان بود، به دلایلی که به خوبی درک نشده است، یکی از سریع‌ترین کاهش‌ها را در میان گونه‌های پرندگان فراوان در آمریکای شمالی در سال‌های اخیر تجربه کرده است.